# Lijst van planetoïden 17001-17100
Dit is een lijst van planetoïden 17001-17100. Voor de volledige lijst zie de lijst van planetoïden.
Stand per 22 mei 2023. Afgeleid uit data gepubliceerd door het Minor Planet Center.
| Naam                  | Voorlopige naamgeving | Datum ontdekking | Ontdekker                |
| --------------------- | --------------------- | ---------------- | ------------------------ |
| (17001) Braydennoh    | 1999 CT54             | 10 februari 1999 | LINEAR                   |
| (17002) Kouzel        | 1999 CV54             | 10 februari 1999 | LINEAR                   |
| (17003) Poojanpandya  | 1999 CE55             | 10 februari 1999 | LINEAR                   |
| (17004) Sinkevich     | 1999 CR61             | 12 februari 1999 | LINEAR                   |
| (17005) -             | 1999 CD63             | 12 februari 1999 | LINEAR                   |
| (17006) -             | 1999 CH63             | 12 februari 1999 | LINEAR                   |
| (17007) -             | 1999 CK65             | 12 februari 1999 | LINEAR                   |
| (17008) Anamariaperez | 1999 CL65             | 12 februari 1999 | LINEAR                   |
| (17009) Jasonping     | 1999 CM70             | 12 februari 1999 | LINEAR                   |
| (17010) -             | 1999 CQ72             | 12 februari 1999 | LINEAR                   |
| (17011) -             | 1999 CC80             | 12 februari 1999 | LINEAR                   |
| (17012) -             | 1999 CY80             | 12 februari 1999 | LINEAR                   |
| (17013) -             | 1999 CA82             | 12 februari 1999 | LINEAR                   |
| (17014) Melaniequan   | 1999 CY96             | 10 februari 1999 | LINEAR                   |
| (17015) Shriyareddy   | 1999 CN117            | 12 februari 1999 | LINEAR                   |
| (17016) -             | 1999 CV123            | 11 februari 1999 | LINEAR                   |
| (17017) -             | 1999 CJ138            | 11 februari 1999 | Spacewatch               |
| (17018) -             | 1999 DB1              | 18 februari 1999 | NEAT                     |
| (17019) Aldo          | 1999 DV3              | 23 februari 1999 | M. Tombelli, G. Forti    |
| (17020) Hopemeraengus | 1999 DH4              | 24 februari 1999 | I. P. Griffin            |
| (17021) -             | 1999 DS6              | 20 februari 1999 | LINEAR                   |
| (17022) Huisjen       | 1999 DN7              | 18 februari 1999 | LONEOS                   |
| (17023) Abbott        | 1999 EG               | 7 maart 1999     | J. Broughton             |
| (17024) Costello      | 1999 EJ5              | 15 maart 1999    | J. Broughton             |
| (17025) Pilachowski   | 1999 ES5              | 13 maart 1999    | R. A. Tucker             |
| (17026) -             | 1999 EC8              | 12 maart 1999    | Spacewatch               |
| (17027) -             | 1999 EF12             | 15 maart 1999    | LINEAR                   |
| (17028) -             | 1999 FJ5              | 18 maart 1999    | Spacewatch               |
| (17029) Cuillandre    | 1999 FM6              | 17 maart 1999    | ODAS                     |
| (17030) Sierks        | 1999 FC9              | 19 maart 1999    | LONEOS                   |
| (17031) Piethut       | 1999 FL9              | 22 maart 1999    | LONEOS                   |
| (17032) Edlu          | 1999 FM9              | 22 maart 1999    | LONEOS                   |
| (17033) Rusty         | 1999 FR9              | 22 maart 1999    | LONEOS                   |
| (17034) Vasylshev     | 1999 FS9              | 22 maart 1999    | LONEOS                   |
| (17035) Velichko      | 1999 FC10             | 22 maart 1999    | LONEOS                   |
| (17036) Krugly        | 1999 FD10             | 22 maart 1999    | LONEOS                   |
| (17037) -             | 1999 FV10             | 16 maart 1999    | Spacewatch               |
| (17038) Wake          | 1999 FO21             | 26 maart 1999    | J. Broughton             |
| (17039) Yeuseyenka    | 1999 FN26             | 19 maart 1999    | LINEAR                   |
| (17040) Almeida       | 1999 FT27             | 19 maart 1999    | LINEAR                   |
| (17041) Castagna      | 1999 FB30             | 19 maart 1999    | LINEAR                   |
| (17042) Madiraju      | 1999 FG30             | 19 maart 1999    | LINEAR                   |
| (17043) Santucci      | 1999 FJ30             | 19 maart 1999    | LINEAR                   |
| (17044) Mubdirahman   | 1999 FZ30             | 19 maart 1999    | LINEAR                   |
| (17045) Markert       | 1999 FV32             | 22 maart 1999    | D. J. Tholen             |
| (17046) Kenway        | 1999 FM33             | 19 maart 1999    | LINEAR                   |
| (17047) Tateschrock   | 1999 FP33             | 19 maart 1999    | LINEAR                   |
| (17048) Nicolesegaran | 1999 FD34             | 19 maart 1999    | LINEAR                   |
| (17049) Miron         | 1999 FJ34             | 19 maart 1999    | LINEAR                   |
| (17050) Weiskopf      | 1999 FX45             | 20 maart 1999    | LINEAR                   |
| (17051) Oflynn        | 1999 FW46             | 20 maart 1999    | LINEAR                   |
| (17052) Senthilvel    | 1999 FS51             | 20 maart 1999    | LINEAR                   |
| (17053) Ashayshah     | 1999 FX56             | 20 maart 1999    | LINEAR                   |
| (17054) -             | 1999 GL2              | 6 april 1999     | K. Korlević              |
| (17055) -             | 1999 GP3              | 6 april 1999     | R. G. Sandness           |
| (17056) Boschetti     | 1999 GW3              | 6 april 1999     | L. Tesi, A. Boattini     |
| (17057) -             | 1999 GS4              | 10 april 1999    | K. Korlević              |
| (17058) Rocknroll     | 1999 GA5              | 13 april 1999    | J. Broughton             |
| (17059) Elvis         | 1999 GX5              | 15 april 1999    | J. Broughton             |
| (17060) Mikecombi     | 1999 GX7              | 9 april 1999     | LONEOS                   |
| (17061) Tegler        | 1999 GQ8              | 10 april 1999    | LONEOS                   |
| (17062) Bardot        | 1999 GR8              | 10 april 1999    | LONEOS                   |
| (17063) Papaloizou    | 1999 GP9              | 15 april 1999    | LONEOS                   |
| (17064) Ashnashah     | 1999 GX16             | 15 april 1999    | LINEAR                   |
| (17065) Shrilashah    | 1999 GK17             | 15 april 1999    | LINEAR                   |
| (17066) Ginagallant   | 1999 GG18             | 15 april 1999    | LINEAR                   |
| (17067) -             | 1999 GF19             | 15 april 1999    | LINEAR                   |
| (17068) -             | 1999 GO19             | 15 april 1999    | LINEAR                   |
| (17069) Adyantshankar | 1999 GD20             | 15 april 1999    | LINEAR                   |
| (17070) Yanniksingh   | 1999 GG20             | 15 april 1999    | LINEAR                   |
| (17071) Spiride       | 1999 GK21             | 15 april 1999    | LINEAR                   |
| (17072) Athiviraham   | 1999 GT31             | 7 april 1999     | LINEAR                   |
| (17073) Alexblank     | 1999 GX34             | 6 april 1999     | LINEAR                   |
| (17074) Shreshth      | 1999 GQ36             | 12 april 1999    | LINEAR                   |
| (17075) Pankonin      | 1999 GF49             | 9 april 1999     | LONEOS                   |
| (17076) Betti         | 1999 HO               | 18 april 1999    | P. G. Comba              |
| (17077) Pampaloni     | 1999 HY2              | 25 april 1999    | A. Boattini, M. Tombelli |
| (17078) Sellers       | 1999 HD3              | 24 april 1999    | J. Broughton             |
| (17079) Lavrovsky     | 1999 HD9              | 17 april 1999    | LINEAR                   |
| (17080) -             | 1999 HE9              | 17 april 1999    | LINEAR                   |
| (17081) Jaytee        | 1999 JT1              | 8 mei 1999       | CSS                      |
| (17082) -             | 1999 JC3              | 9 mei 1999       | K. Korlević              |
| (17083) -             | 1999 JB4              | 10 mei 1999      | LINEAR                   |
| (17084) Sundararajan  | 1999 JV14             | 10 mei 1999      | LINEAR                   |
| (17085) -             | 1999 JM16             | 15 mei 1999      | Spacewatch               |
| (17086) Ruima         | 1999 JH18             | 10 mei 1999      | LINEAR                   |
| (17087) -             | 1999 JC19             | 10 mei 1999      | LINEAR                   |
| (17088) Giupalazzolo  | 1999 JF19             | 10 mei 1999      | LINEAR                   |
| (17089) Mercado       | 1999 JU19             | 10 mei 1999      | LINEAR                   |
| (17090) Mundaca       | 1999 JE21             | 10 mei 1999      | LINEAR                   |
| (17091) Senthalir     | 1999 JM21             | 10 mei 1999      | LINEAR                   |
| (17092) Sharanya      | 1999 JP21             | 10 mei 1999      | LINEAR                   |
| (17093) Supanklang    | 1999 JH22             | 10 mei 1999      | LINEAR                   |
| (17094) Sarahsyed     | 1999 JV25             | 10 mei 1999      | LINEAR                   |
| (17095) Mahadik       | 1999 JN26             | 10 mei 1999      | LINEAR                   |
| (17096) Takemaru      | 1999 JX26             | 10 mei 1999      | LINEAR                   |
| (17097) Ronneuman     | 1999 JX31             | 10 mei 1999      | LINEAR                   |
| (17098) Ikedamai      | 1999 JE34             | 10 mei 1999      | LINEAR                   |
| (17099) Emilytianshi  | 1999 JE37             | 10 mei 1999      | LINEAR                   |
| (17100) Kamiokanatsu  | 1999 JT37             | 10 mei 1999      | LINEAR                   |